# Conservatorio Torlonia

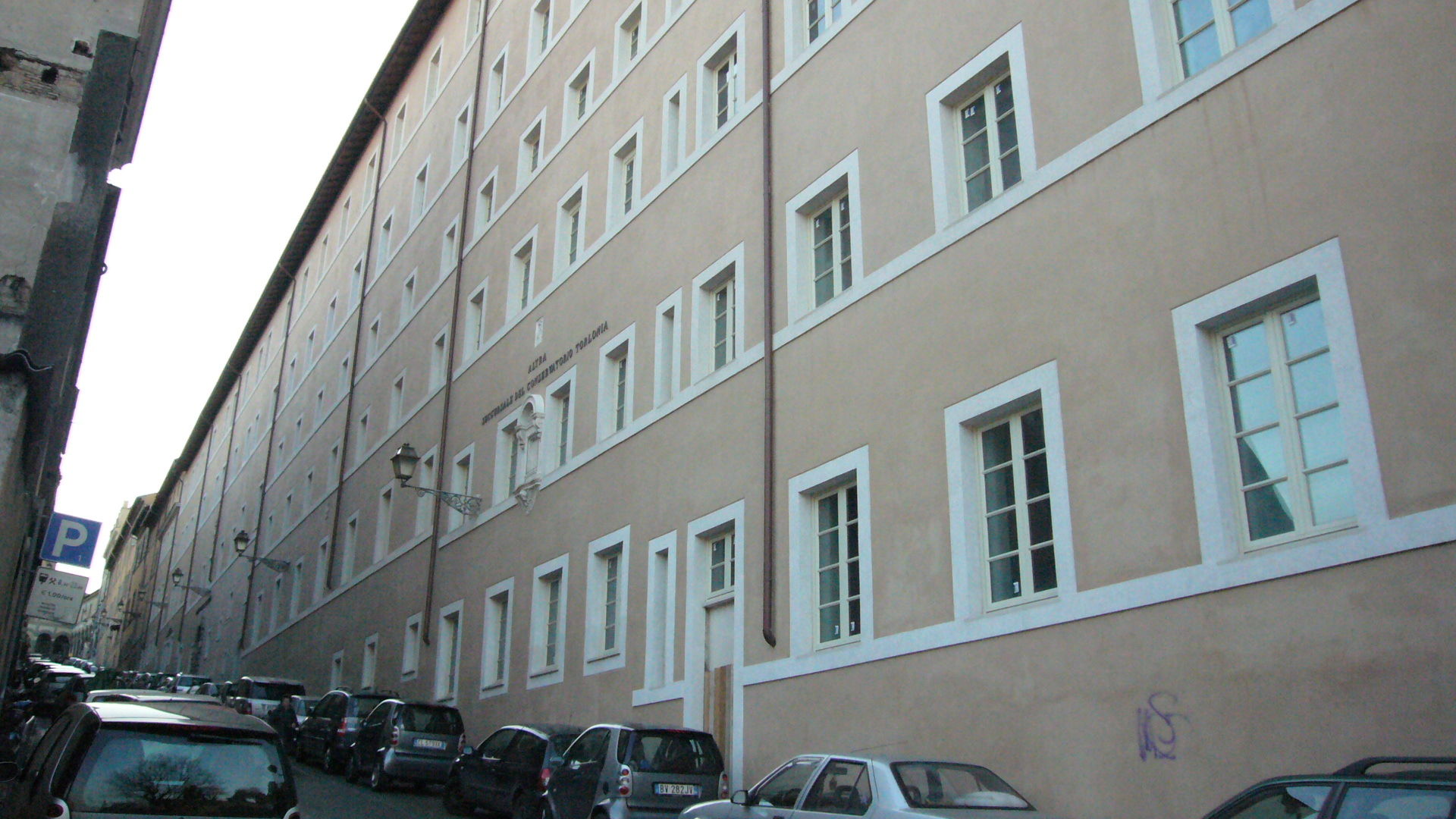
A imensa fachada do Conservatorio na Salita Sant'Onofrio.

Conservatorio Torlonia, antigo Istituto del Sacro Cuore di Gesù a Sant'Onofrio, é um palácio localizado no número 50 da Salita Sant'Onofrio, uma pequena via que liga o Lungotevere della Lungara à igreja de Sant'Onofrio al Gianicolo, no rione Trastevere de Roma. Era originalmente um instituto de caridade para garotas pobres e órfãs.

## História
O Conservatorio Torlonia, cujas estruturas mais antigas remontam ao século XVII, está localizado onde ficavam algumas casas que eram de propriedade da família Torlonia e ali foi sediada, entre 1667 e 1671, a Accademia di Francia. Em 1839, o Istituto del Sacro Cuore di Gesù a Sant'Onofrio foi criado por obra de Elisabetta Cozzoli, mãe do servo de Deus padre Emmanuele Ribera (1811-1874) e discípula de São Vicente Pallotti para abrigar 32 moças jovens de 7 a 12 anos assistidas por uma madre superiora e uma professora pagas pelo comendador Carlo Torlonia. Em 1841, o instituto foi refundado pelo mesmo Carlo Torlonia com o nome de Conservatorio Torlonia, como relembra o portal rusticado encimado pelo brasão da família Torlonia. Depois de sua morte, o conservatório foi ampliado por seu irmão, Raffaele (1800-1886), que o herdou e o manteve funcionando às suas custas.
O objetivo era alimentar e educar gratuitamente um certo número de jovens órfãs de pai e mãe, mas acolhia todos os dias ainda um grande número de visitantes que para lá iam em busca de uma refeição. Com o tempo, o instituto passou a acolher idosos sem outros meios de subsistência. 
O instituto era comandado pelas Filhas da Caridade de São Vicente de Paula, que visitavam regularmente as residências das famílias mais pobres das paróquias da igreja de San Pietro in Carcere, Santo Spirito in Sassia e Santa Maria in Transpontina. Por conta de suas funções, o conservatório mantinha ainda uma farmácia que distribuía variados medicamentos gratuitamente.
Na segunda metade do século XIX, o instituto passou para o comando da sóror Paola Frassinetti (1809-1882), fundadora das Irmãs de Santa Doroteia de Frassinetti ("Congregação de Santa Doroteia"), beatificada em 8 de junho de 1930 e canonizada em 1984. A sóror Giuditta Vannini (1859-1911), co-fundadora das Filhas de São Camilo juntamente com o padre Luigi Tezza (1841-1923), viveu no Conservatorio Torlonia entre 1866 e 1880. Ela foi beatificada em 16 de outubro de 1994.
O príncipe Alessandro Torlonia instituiu ali, em 1860, um departamento especial para tratar da cura de doenças dos olhos sob o comando do professor de cirurgia Costanzo Mazzoni (1823-1885), um ilustre cirurgião da Universidade de Roma - La Sapienza. As únicas condições para admissão eram a atestação da pobreza do enfermo e a do professor diretor sobre a existência da doença. Um portal menor ainda hoje traz a inscrição "SOCCORSO PER I MALATI POVERI".
Em 22 de novembro de 1875, morreu no Conservatorio Torlonia, aos dezenove anos de idade, Giovanna Carolina, segunda filha do príncipe Alessandro Torlonia. 
O instituto funcionou até a década de 1970. No final do século XX, a estrutura foi vendida pelos Torlonia e passou a ser utilizada como hotel. As obras de reestruturação duraram mais uma década e, durante as quais, muitos restos arqueológicos foram encontrados no local. A partir de 2012, o edifício abriga uma grande unidade do Gran Meliá Roma, muito discreto, cuja entrada fica na Via del Gianicolo, em frente à Pontifícia Universidade Urbaniana.

## Descrição
O edifício se apresenta em três pisos com janelas de molduras simples e engloba também uma pequena igrejas. As obras de reestruturação devolveram ao complexo uma aparência digna de sua história depois de anos de abandono. Contudo, elas levaram à completa demolição do antigo muro de tufo e tijolos vermelhos do século XIX, característico do antigo instituto. Nesta época, decidiu-se também corrigir a antiga inscrição já citada para a forma "PER LI MALATI POVERI".